# Gabinete de Peter Tschentscher
O Gabinete de Peter Tschentscher, ou Senado de Tschentscher, é o atual governo da cidade-estado alemã de Hamburgo, empossado em 28 de março de 2018. A nova eleição para prefeito se fez necessária, uma vez que o então prefeito de Hamburgo, Olaf Scholz, foi nomeado por Angela Merkel Ministro da Economia e vice-chanceler do Governo Federal.
Em 28 de marco de 2018, Tschentscher foi eleito pelo Parlamento de Hamburgo com 71 votos, dos 118. Posteriormente, os senadores foram eleitos. 

## Gabinete
| Secretaria                                                    | Nome                    | Partido                |
| ------------------------------------------------------------- | ----------------------- | ---------------------- |
| Primeiro-Prefeito Presidente do Senado de Hamburgo            | Peter Tschentscher      | Social-Democrata (SPD) |
| Vice-Prefeita; Ciência, Pesquisa e Igualdade de Oportunidades | Katharina Fegebank      | Aliança 90/Os Verdes   |
| Justiça                                                       | Till Steffen            | Aliança 90/Os Verdes   |
| Escola e Formação profissional                                | Ties Rabe               | SPD                    |
| Cultura e Mídia                                               | Carsten Brosda          | SPD                    |
| Trabalho, Social, Família e Integração                        | Melanie Leonhard        | SPD                    |
| Saúde e Serviço de Proteção ao Consumidor                     | Cornelia Prüfer-Storcks | SPD                    |
| Desenvolvimento e Habitação                                   | Dorothee Stapelfeldt    | SPD                    |
| Meio-ambiente e Energia                                       | Jens Kerstan            | Aliança 90/Os Verdes   |
| Economia, Mobilidade de Inovação                              | Frank Horch             | Sem partido            |
| Interior e Esporte                                            | Andy Grote              | SPD                    |
| Financças                                                     | Andreas Dressel         | SPD                    |